# Седельницы (Ярославская область)
Седельницы — деревня в Ярославском районе Ярославской области. Входит в состав Курбского сельского поселения.

## География
Находится в восточной части Ярославской области на расстоянии приблизительно 31 км на запад по прямой от вокзала станции Ярославль Главный.

## История
Деревня была отмечена еще на карте 1798 года. В 1859 году здесь (тогда сельцо Романово-Борисоглебского уезда Ярославской губернии) был учтен 1 дворов, в 1898 — 1.

## Население
Численность населения: 75 человек (1859 год), 37 (русские 97 %) в 2002 году, 32 в 2010.